# Teresa Fernández de Traba
Teresa Fernández de Traba (zm. 6 lutego 1180 w Leónie) – królowa Galicji i Leónu jako druga żona Ferdynanda II.
Teresa Fernández de Traba była nieślubnym dzieckiem hrabiny Portugalii Teresy i Fernando Pérez de Traba.
Około 1152 roku wyszła za mąż za Nuño Pérez de Lara. Para razem miała kilkoro dzieci: Álvara, Fernanda, Gonzala, Sanchę i Elwirę. Wspólnie z mężem 29 stycznia 1160 roku ufundowała klasztor cystersek  w Perales.
Po śmierci męża Teresa udała się na dwór w Leónie. Przed 7 października 1178 poślubiła króla Galicji i Leónu Ferdynanda II. 